# Hausjärvi
Hausjärvi est une municipalité du Sud de la Finlande, dans la région du Kanta-Häme.

## Histoire
Si le site était peuplé bien avant la colonisation suédoise, Hausjärvi ne commence véritablement son existence qu'en 1611 lorsqu'elle est séparée de la paroisse de Janakkala. L'actuelle église en bois date de 1789.
En 1857 y est fondée la première école publique de Finlande. Hausjärvi devient une municipalité en 1868 et occupe alors une superficie bien plus importante qu'aujourd'hui. Les villes industrielles de Riihimäki et Hyvinkää, fondées au XXe siècle, lui prendront une bonne partie de son territoire.
Aujourd'hui, la population est en légère augmentation, l'installation de nouveaux arrivants fuyant l'agglomération d'Helsinki proprement dite faisant plus que compenser l'exode rural.
La hausse des prix du logement dans la partie la plus densément peuplée de la région d'Uusimaa devrait entraîner une accélération de la croissance dans les années à venir, à l'instar des autres communes situées à une distance comprise entre 50 et 100 km de la capitale.

## Géographie
Le terrain est nettement accidenté à l'échelle du Sud de la Finlande. La commune est notamment traversée par la moraine Salpausselkä.
Le paysage conserve un caractère agricole marqué, avec des forêts morcelées, de nombreux petits villages et quelques lacs de dimensions réduites.
Aucun centre de population ne domine véritablement. 3 des 14 villages regroupent néanmoins près des 2/3 de la population totale. Ce sont respectivement Oitti, le centre administratif (29 % du total), Ryttylä (22 %) et Hikiä (14 %).
Oitti se situe à 18 km de Riihimäki centre, 45 km de Lahti, 50 km d'Hämeenlinna et 85 km du centre d'Helsinki. Les municipalités voisines sont:
- Dans le Kanta-Häme: Riihimäki à l'ouest, Janakkala au nord-ouest, Lammi au nord
- Dans le Päijät-Häme : Kärkölä au nord-est
- En Uusimaa, Mäntsälä au sud-est et Hyvinkää au sud.

## Démographie
Depuis 1980, l'évolution démographique d'Hausjärvi est la suivante, : :
| Année      | 1980  | 1985  | 1990  | 1995  | 2000  | 2005  |
| ---------- | ----- | ----- | ----- | ----- | ----- | ----- |
| population | 7 264 | 7 434 | 7 943 | 8 143 | 8 107 | 8 419 |

| Année      | 2010  | 2015  | 2020  |
| ---------- | ----- | ----- | ----- |
| population | 8 815 | 8 797 | 8 226 |

## Transports

### Transports routiers
Hausjärvi est traversé par la route principale 54 et la route régionale 290.

### Transports ferroviaires
La gare de Ryttylä est desservie par la voie ferrée Helsinki-Hämeenlinna.
Les gares d'Hikiän, Mommila et d'Oitti sont desservies par la voie ferrée Riihimäki-Lahti.

## Lieux et monuments
- Église d'Hausjärvi
- Église de Ryttylä
- Église de Mommila
- Manoir de Mommila

Près de l'église de Mommila est érigé un monument en mémoire d'Alfred Kordelin, propriétaire du manoir de Mommila où il est assassiné en 1917 lors de la tuerie de Mommila.

## Personnalités
- Alfred Kordelin, industriel
- Oskari Mantere, directeur général, homme politique
- Elmer Niklander, vainqueur olympique de lancer du disque